# Pete Ricketts
John Peter "Pete" Ricketts, född 19 augusti 1964 i Nebraska City i Nebraska, är en amerikansk republikansk politiker och affärsman. Han var Nebraskas guvernör mellan 2015 och 2023. Han är ledamot av USA:s senat från Nebraska sedan januari 2023. 
Ricketts besegrade demokraten Chuck Hassebrook i guvernörsvalet i Nebraska 2014.
Ricketts har uttryckt sitt stöd för Keystone Pipeline, han uppgav att det skulle "skapa jobb här i Nebraska, massor av skatteintäkter här i Nebraska, naturligtvis hjälper det oss att bli mindre beroende av utländsk olja."
Han är gift med Susanne Shore och har tre barn.